# Rafineria w Mozyrzu
Rafineria w Mozyrzu (biał. Адкрытае акцыянернае таварыства «Мазырскі нафтаперапрацоўчы завод», ros. Открытое Акционерное Общество «Мозырский нефтеперерабатывающий завод») – rafineria ropy naftowej zlokalizowana w pobliżu Mozyrza, w rejonie mozyrskim, w obwodzie homelskim, na Białorusi.
Jedna z dwóch rafinerii ropy naftowej na Białorusi. Jej zdolności przerobowe wynoszą 12 mln ton ropy rocznie.

## Historia
Mozyrska rafineria powstała jako część przemysłu ciężkiego Związku Sowieckiego. Działalność rozpoczęła 30 stycznia 1975. Po upadku ZSRS stała się własnością białoruską i ze względu na brak złóż ropy naftowej na Białorusi znalazła się w znacząco odmiennej sytuacji gospodarczej. Do 2019 większość przerabianej ropy pochodziło z Rosji i dostarczane było rurociągiem „Przyjaźń”. Sporadycznie, głównie ze względu na ochłodzenie białorusko-rosyjskich relacji politycznych, rafineria zaopatrywana była surowcem z Wenezueli, Iranu i Azerbejdżanu, jednak z powodów ekonomicznych i trudności logistycznych zrezygnowano z kupna nierosyjskiej ropy.
Od 1996 zakład przechodzi etapową przebudowę, która pozwoliła na wytwarzanie produktów zgodnych z europejskimi normami oraz na zwiększenie produkcji. W efekcie zakład oceniany jest jako nowoczesny.
W kwietniu 2019 rafineria otrzymała zanieczyszczoną ropę, która spowodowała korozję i w konsekwencji uszkodzenie części urządzeń zakładu. Od stycznia do marca 2020 Rosja wstrzymała dostawy ropy na Białoruś, co wymusiło znacznie ograniczenie produkcji. Z powodu tych sytuacji oraz ponownego zaostrzenia stosunków białorusko-rosyjskich, władze białoruskie rozpoczęły poszukiwanie możliwości dywersyfikacji źródeł dostaw ropy. W 2020 Białoruś zakupiła surowiec z Norwegii, Azerbejdżanu, Arabii Saudyjskiej oraz Stanów Zjednoczonych, były to jednak kontrakty krótkoterminowe.
W październiku 2022 r. Ukraina nałożyła sankcje na rafinerię.

## Udziałowcy
Udziałowcami rafinerii są:
- Państwowy Komitet ds. Mienia Republiki Białoruś – urząd będący reprezentantem państwa białoruskiego – 42,76% akcji,
- Sławnieft – spółka kontrolowana przez rosyjskie przedsiębiorstwa naftowe, m.in. Gazprom Nieft – 42,58% akcji,
- MNPZ Plus – 12,25% akcji,
- osoby fizyczne – 2,41% akcji[1][6].

## Produkty
Rafineria w Mozyrzu wytwarza paliwa samochodowe, olej opałowy, paliwa do kuchenek, asfalt, skroplone gazy węglowodorowe oraz inne produkty ropopochodne, jak np. siarka techniczna, benzen czy półprodukty do produkcji paliw.

## Znaczenie gospodarcze
Rafineria w Mozyrzu wraz z drugą białoruską rafinerią w Nowopołocku należą do kluczowych przedsiębiorstw gospodarki białoruskiej oraz są jednymi z największych białoruskich eksporterów (w 2011 produkty naftowe stanowiły 34,3% białoruskiego eksportu), co czyni z nich, obok przedsiębiorstwa Biełaruśkalij, główne źródła pozyskiwania twardej waluty dla budżetu państwa. Głównymi zagranicznymi odbiorcami produktów rafinerii są państwa Unii Europejskiej (44% eksportu) oraz Ukraina (22,5% eksportu).
Wpływy z sektora naftowego stanowią do 30% dochodów białoruskiego budżetu. Dochody rafinerii wykorzystywane są przez władze do wspierania niskodochodowych lub nierentownych sektorów gospodarki. Rentowność samych rafinerii jest uzależniona od cen rosyjskiej ropy i w niektórych latach kończyły one rok księgowy z deficytem.